# Bisaltes bimaculatus
Bisaltes bimaculatus là một loài bọ cánh cứng trong họ Cerambycidae.